# Morse (Metro de Chicago)
Morse es una estación en la línea Roja del Metro de Chicago. La estación se encuentra localizada en 1358 West Morse Avenue en Chicago, Illinois. La estación Morse fue inaugurada el 16 de mayo de 1908.  La Autoridad de Tránsito de Chicago es la encargada por el mantenimiento y administración de la estación. 

## Descripción
La estación Morse cuenta con 1 plataforma central y 4 vías. 

## Conexiones
La estación es abastecida por las siguientes conexiones: 
- Rutas del CTA Buses: #96 Lunt #155 Devon